# Aldo Kalulu
Aldo Kalulu Kyatengwa (Lyon, 21 januari 1996) is een Frans voetballer die bij voorkeur als aanvaller speelt. Hij stroomde in 2015 door vanuit de jeugd van Olympique Lyon.

## Clubcarrière
Kalulu verruilde op achtjarige leeftijd CO St Fons voor Olympique Lyon. Op 12 september 2015 debuteerde hij in de Ligue 1 tegen Lille OSC. Hij viel na 78 minuten voor Jordan Ferri. Vier dagen later maakte de aanvaller zijn Europese debuut in de UEFA Champions League tegen AA Gent. Op 23 september 2015 mocht Kalulu voor het eerst in de basiself starten tegen SC Bastia. Hij maakte prompt zijn eerste treffer voor Lyon. Kalulu werd in januari 2017 voor een half jaar verhuurd aan Stade Rennais.

## Interlandcarrière
Kalulu speelde in 2013 vijf interlands voor Frankrijk –20.